# جهان (خواننده)
غلام‌عباس قشقایی (۱ شهریور ۱۳۳۴ – ۲۱ فروردین ۱۳۸۹) که با نام هنری جهان شناخته می‌شد، خوانندهٔ موسیقی سنتی و پاپ اهل ایران بود که در دهه‌های ۷۰ و ۸۰ شمسی فعالیت می‌کرد.

## زندگی

### از زادروز تا جوانی
غلام‌عباس قشقایی مشهور به جهان، در یکم شهریور سال ۱۳۳۴ در جهرم متولد شد و تا پایان تحصیلات دبیرستان در این شهر به سر برد. سپس برای ادامهٔ تحصیلات در رشتهٔ مهندسی معماری به تهران رفت. آغاز فعالیت هنری او هم‌زمان با انقلاب ۱۳۵۷ ایران بود و به همین دلیل او مانند بسیاری از خوانندگان دیگر نتوانست به فعالیت در ایران ادامه دهد.

### ترک ایران و آغاز کار حرفه‌ای
جهان برای ادامهٔ زندگی به کانادا سفر کرد. او پس از گذشت چند سال، برای فعالیت حرفه‌ای در زمینه موسیقی به آمریکا رفت. جهان کار خوانندگی را در سال ۱۳۶۸ در کابارهٔ تهران آغاز کرد. نخستین آلبوم وی به نام «از دست عشق» در سال ۱۳۷۰ توسط شرکت پارس ویدئو منتشر شد.

### بازگشت به میهن
جهان پس از زمین‌لرزهٔ بم در سال ۱۳۸۲، برای نخستین بار پس از سال‌ها به ایران بازگشت. او نخست به شهر بم رفته و سپس به شهر خود جهرم پا گذاشت. وی همچنین در آن سفر در تهران و در انجمن هنرمندان چند قطعه را به صورت زنده برای هنرمندانی که در آن برنامه بودند اجرا نمود.

## درگذشت
جهان در شامگاه ۲۱ فروردین ۱۳۸۹ خورشیدی در ۵۴ سالگی بر اثر ایست قلبی در منزلش در لس آنجلس درگذشت.
برنامهٔ ویژهٔ مراسم خاکسپاری وی توسط تلویزیون‌های ماهواره‌ای همچون شبکه تلویزیونی طپش، امید ایران، جام جم و شبکه تلویزیونی آی‌پی‌ان پخش شد. جهان در گورستان ولی اوکس واقع در شهر وست لیک ویلیج، در کنار مزار ویگن به‌خاک سپرده شد.

## انتشار ترانه‌ها پس از مرگ
به گفتهٔ بابک بخشنده (فرزند جهان)، پس از مرگ جهان در سال ۱۳۸۹ خانوادهٔ او حدود ۵۰ ترانهٔ منتشر نشده و ناقص از جهان در استودیوهای مختلف پیدا کردند که او طی سال‌های پایانی عمرش بر روی آن‌ها کار می‌کرده‌است. در سال ۱۳۹۶، هفت سال پس از مرگ جهان نخستین سی‌دی از ترانه‌های منتشر نشدهٔ او به نام سکوت به بازار عرضه شد.

## آلبوم‌ها

### از دست عشق(۱۹۹۱/۱۳۷۰)
| نام ترانه          | ترانه‌سرا         | آهنگ‌ساز     | تنظیم       | دستگاه |
| ------------------ | ---------------- | ----------- | ----------- | ------ |
| نه چاره‌ای نه راهی  | بهی              | کامل علی‌پور | کامل علی‌پور | سه‌گاه  |
| مدد یا پیر         | قدیمی            | قدیمی       | کامل علی‌پور | شور    |
| دشمنت را خسته بینم | باباطاهر         | کامل علی‌پور | کامل علی‌پور | دشتی   |
| از دست عشق         | عبدالقادر گیلانی | کامل علی‌پور | کامل علی‌پور | همایون |
| ساز و آواز         | عبدالقادر گیلانی | کامل علی‌پور | کامل علی‌پور | همایون |
| می و مستی          | محمد بختیاری     | کامل علی‌پور | کامل علی‌پور | اصفهان |

### خبر تازه(۱۹۹۴/۱۳۷۳)
| نام ترانه  | ترانه‌سرا        | آهنگ‌ساز          | تنظیم           |
| ---------- | --------------- | ---------------- | --------------- |
| خبر تازه   | دکتر کرامتی     | جواد اسفندیاری   | کاظم عالمی      |
| بهونه      | مسعود فردمنش    | منوچهر چشم‌آذر    | منوچهر چشم‌آذر   |
| شیرازی     | جهان            | حبیب‌الله تقی‌زاده | آندرانیک        |
| نشو راضی   | مسعود امینی     | جواد اسفندیاری   | پرویز رحمان‌پناه |
| نگاه کن    | فروغ فرخزاد     | کامیار ایزدپناه  | کاظم عالمی      |
| ساغر شکسته | معینی کرمانشاهی | همایون خرم       | پرویز رحمان‌پناه |

### طلوع فردا(۱۹۹۶/۱۳۷۵)
| نام ترانه   | ترانه‌سرا     | آهنگ‌ساز          | تنظیم          |
| ----------- | ------------ | ---------------- | -------------- |
| کویر        | علی ناصری    | ناصر آهنیان مقدم | داوود اردلان   |
| ساده‌دل      | هما میرافشار | جهان             | کاظم عالمی     |
| طلوع فردا   | ایرج طاهری   | ایرج طاهری       | داوود اردلان   |
| زمستون آخری | مسعود فردمنش | مسعود فردمنش     | آرمن آهارونیان |
| نازلی       | احمد شاملو   | کامیار ایزدپناه  | داوود اردلان   |
| صیاد        | محلی         | محلی             | داوود اردلان   |

### پرنده و پرواز(۱۹۹۷/۱۳۷۶)
| نام ترانه     | ترانه‌سرا         | آهنگ‌ساز        | تنظیم       |
| ------------- | ---------------- | -------------- | ----------- |
| غربت اجباری   | جهانبخش پازوکی   | جهانبخش پازوکی | کاظم عالمی  |
| ساربان        | لیلا کسری        | کاظم رزازان    | محمد مقدم   |
| جادهٔ عشق      | جهانبخش پازوکی   | جهانبخش پازوکی | کاظم عالمی  |
| عبادت         | مهدی لواسانی     | محمد شمس       | محمد شمس    |
| پرواز         | منوچهر نامورآزاد | محمد شمس       | محمد شمس    |
| گناهم را ببخش | جهانبخش پازوکی   | جهانبخش پازوکی | کاظم عالمی  |
| مستی          | جهان             | جهان           | بهروز پناهی |
| عشق ویرانگر   | مهدی لواسانی     | محمد شمس       | محمد شمس    |
| همخونه        | صدیقه وسمقی      | محمد شمس       | محمد شمس    |

### کنسرتجهان (۱۹۹۹/۱۳۷۸)
| نام ترانه                            | ترانه‌سرا                    | آهنگ‌ساز                     | تنظیم ارکستر                |
| ------------------------------------ | --------------------------- | --------------------------- | --------------------------- |
| شروع برنامه و معرفی توسط مولود زهتاب |                             |                             |                             |
| ساغر شکسته                           | معینی کرمانشاهی             | همایون خرم                  | کاوه حقیقی                  |
| نگاه کن                              | فروغ فرخزاد                 | کامیار                      | کاوه حقیقی                  |
| ساده‌دل                               | هما میرافشار                | جهان                        | کاوه حقیقی                  |
| زمستون آخری                          | مسعود فردمنش                | مسعود فردمنش                | آرمن آهارونیان              |
| شیرازی                               | جهان                        | حبیب‌الله تقی‌زاده            | کاوه حقیقی                  |
| معرفی هنرمندان توسط جهان             |                             |                             |                             |
| غربت اجباری                          | جهانبخش پازوکی              | جهانبخش پازوکی              | آرمن آهارونیان              |
| آواز                                 | پژمان بختیاری، علیرضا میبدی | پژمان بختیاری، علیرضا میبدی | پژمان بختیاری، علیرضا میبدی |
| ساربان                               | لیلا کسری                   | کاظم رزازان                 | کاوه حقیقی                  |
| از دست عشق                           | عبدالقادر گیلانی            | کامل علی‌پور                 | آرمن آهارونیان              |
| خبر تازه                             | دکتر کرامتی                 | جواد اسفندیاری              | کاوه حقیقی                  |
| دشمنت را خسته بینم                   | باباطاهر                    | کامل علی‌پور                 | آرمن آهارونیان              |

### سرگذشت(۲۰۰۱/۱۳۸۰)
| نام ترانه      | ترانه‌سرا      | آهنگ‌ساز       | تنظیم     |
| -------------- | ------------- | ------------- | --------- |
| عزیز راه دور   | مسعود فردمنش  | محمد مقدم     | محمد مقدم |
| منتظرم باش     | سعید مهناویان | سعید مهناویان | محمد مقدم |
| فکر بهار       | مسعود فردمنش  | محمد مقدم     | محمد مقدم |
| خیالت می‌رسد    | یلدا هاشم‌پور  | جهان          | محمد مقدم |
| در حسرت دیدار  | مسعود فردمنش  | محمد مقدم     | محمد مقدم |
| باعث دل ما شد  | مسعود فردمنش  | محمد مقدم     | محمد مقدم |
| صبح بخیر ایران | مهدی داوودی   | محمد مقدم     | محمد مقدم |

### به یاد بزرگان(۲۰۰۳/۱۳۸۲)
| نام ترانه            | ترانه‌سرا             | آهنگ‌ساز        | تنظیم            |
| -------------------- | -------------------- | -------------- | ---------------- |
| دو سه شبه            | رضا جنتی‌عطایی        | بزرگ لشگری     |                  |
| رفتم که رفتم         | رحیم معینی کرمانشاهی | علی تجویدی     |                  |
| رسوای زمانه          | بهادر یگانه          | همایون خرم     |                  |
| بگذر از کوی ما       | رحیم معینی کرمانشاهی | همایون خرم     | محمد مهدی گورنگی |
| دیدی که رسوا شد دلم  | رهی معیری            | علی تجویدی     |                  |
| عاشق شدن فایده نداره | جهانبخش پازوکی       | جهانبخش پازوکی |                  |
| نوایی                | طبیب اصفهانی         | محلی خراسانی   |                  |
| گل مولا              | بابک رادمنش          | بابک رادمنش    |                  |

### شهر عشق(۲۰۰۵/۱۳۸۴)
| نام ترانه   | ترانه‌سرا       | آهنگ‌ساز         | تنظیم           |
| ----------- | -------------- | --------------- | --------------- |
| شهر عشق     | داوود بصیری    | شاهین خسروآبادی | شاهین خسروآبادی |
| خاتون       | داوود بصیری    | شاهین خسروآبادی | شاهین خسروآبادی |
| لیلی        | داوود بصیری    | شاهین خسروآبادی | شاهین خسروآبادی |
| بی تو ترانه | داوود بصیری    | شاهین خسروآبادی | شاهین خسروآبادی |
| لجباز       | ایمان شاهی     | شاهین خسروآبادی | شاهین خسروآبادی |
| دارا و سارا | رحمت پوررضا    | جهان            | بهنام خدارحمی   |
| شازده خانوم | داوود بصیری    | شاهین خسروآبادی | شاهین خسروآبادی |
| سفر         | یلدا هاشم‌پور   | جهان            | امیر بدخش       |
| مستی        | سیروس علی‌آبادی | سیروس علی‌آبادی  | بهنام خدارحمی   |

### لحظه‌های عاشقی(۲۰۰۸/۱۳۸۷)
| نام ترانه       | ترانه‌سرا     | آهنگ‌ساز         | تنظیم           |
| --------------- | ------------ | --------------- | --------------- |
| مهتاب           | داوود بصیری  | جهان            | شاهین خسروآبادی |
| انتظار          | ناکتا یگانگی | جهان            | شاهین خسروآبادی |
| عشقمو پس می‌گیرم | فرامرز جعفری | جهان            | شاهین خسروآبادی |
| حس می‌کنم        | مریم اسدی    | شاهین خسروآبادی | شاهین خسروآبادی |
| کاشکی بودی      | علی فریح‌زاده | شاهین خسروآبادی | شاهین خسروآبادی |
| بیا جانم        | فرامرز جعفری | تاجیکی          | شاهین خسروآبادی |
| دوست دارم       | ناکتا یگانگی | جهان            | شاهین خسروآبادی |
| چرا رفتی        | فرامرز جعفری | شاهین خسروآبادی | شاهین خسروآبادی |
| وقتی نباشی      | ناکتا یگانگی | بازسازی         | شاهین خسروآبادی |
| لحظه‌های عاشقی   | داوود بصیری  | شاهین خسروآبادی | شاهین خسروآبادی |
| حلالم کن        | فرامرز جعفری | قدیمی           | شاهین خسروآبادی |

### سکوت(۲۰۱۷/۱۳۹۶)
- کلیهٔ قطعات این آلبوم از زمستان ۱۳۸۷ تا زمستان ۱۳۸۸ ضبط شده و درنهایت پس از گذشت هفت سال از درگذشت جهان منتشر شدند.

| نام ترانه                | ترانه‌سرا             | آهنگ‌ساز          | تنظیم           |
| ------------------------ | -------------------- | ---------------- | --------------- |
| همه دنیامی               |                      |                  | شاهین خسروآبادی |
| سنگ خارا                 | رحیم معینی کرمانشاهی | علی تجویدی       | شاهین خسروآبادی |
| فکر نمی‌کردم              |                      |                  | شاهین خسروآبادی |
| مجنون (من که مجنون توام) | اسماعیل نواب صفا     | انوشیروان روحانی | شاهین خسروآبادی |
| بردی از یادم             | پرویز خطیبی          | مصطفی گرگین‌زاده  | شاهین خسروآبادی |
| من موندم                 |                      |                  | شاهین خسروآبادی |
| سوغاتی (وقتی میای)       | اردلان سرفراز        | محمد حیدری       | شاهین خسروآبادی |
| سکوت (اگه از شب)         | علی رمضانی           | رضا گرگین‌زاده    | شاهین خسروآبادی |
| عشقم، جونم، عمرم         |                      |                  | شاهین خسروآبادی |
| دل دیوانه                | پرویز وکیلی          | ویگن             | شاهین خسروآبادی |
| دنیای آروم               | امیرحسین ضیائیان     | شاهین خسروآبادی  | شاهین خسروآبادی |